# Mohamed Kamara (ur. 1999)
Mohamed Kamara (ur. 29 kwietnia 1999 w Kambii) – sierraleoński piłkarz grający na pozycji bramkarza. Od 2022 jest piłkarzem klubu Horoya AC.

## Kariera piłkarska
Swoją karierę piłkarską Kamara rozpoczął w klubie FC Johansen z Freetown, w barwach którego zadebiutował w 2017 roku w sierraleońskiej Premier League. W 2019 roku przeszedł do East End Lions i w 2019 roku wywalczył z nim mistrzostwo Sierra Leone. W 2022 roku odszedł do gwinejskiego klubu Horoya AC.

## Kariera reprezentacyjna
W reprezentacji Sierra Leone Kamara zadebiutował 22 lipca 2018 w zremisowanym 0:0 towarzyskim meczu z Liberią, rozegranym w Monrovii. W 2022 roku został powołany do kadry na Puchar Narodów Afryki 2021. Rozegrał na nim trzy mecze grupowe: z Algierią (0:0), z Wybrzeżem Kości Słoniowej (2:2) i z Gwineą Równikową (0:1).